# Patinoire d'Helsinki
La Patinoire d'Helsinki (finnois : Helsingin Jäähalli) est une patinoire polyvalente située dans le quartier de Töölö à Helsinki en Finlande.

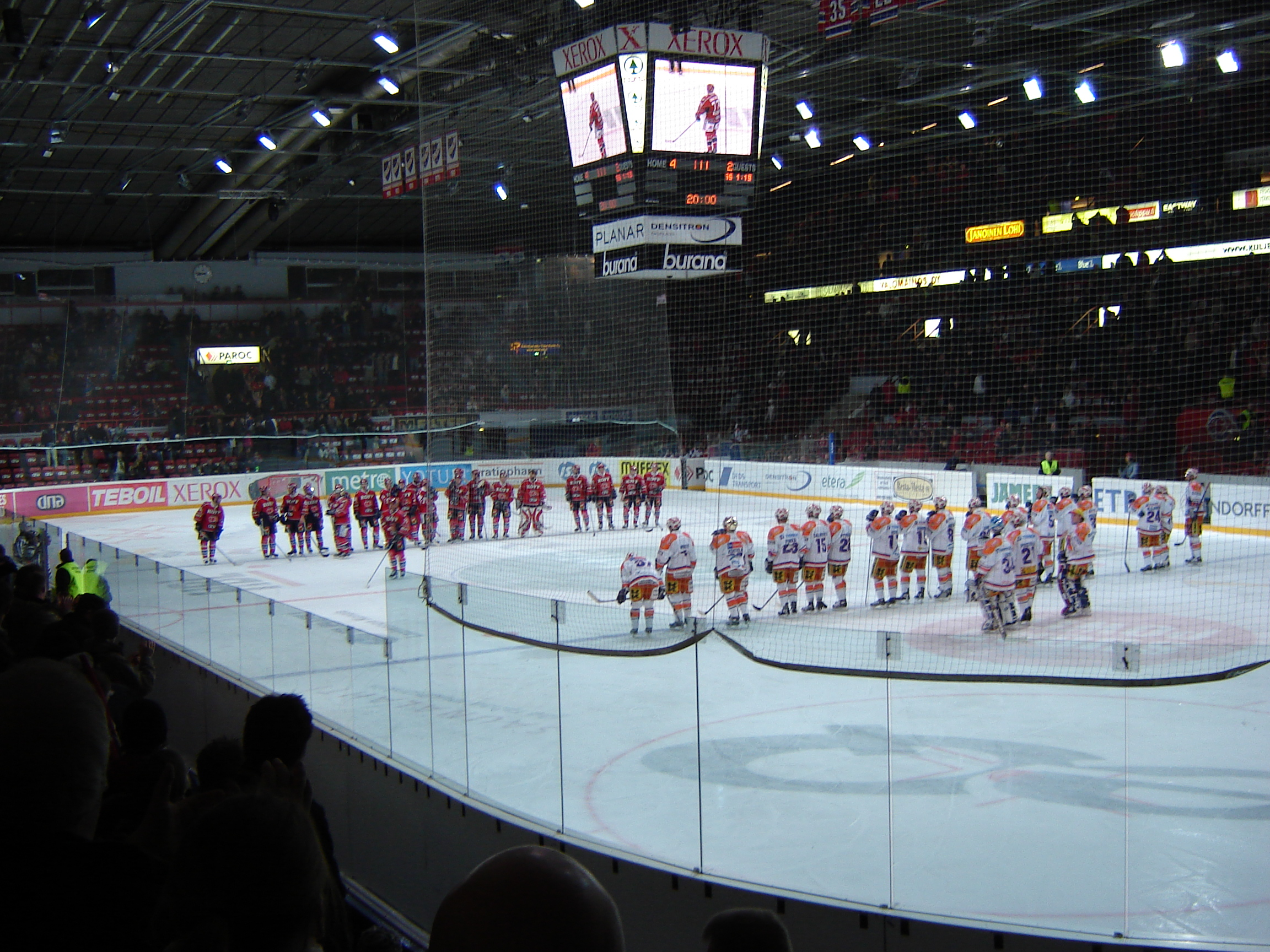
Match HIFK contre Tappara le 27 décembre 2005.

## Description
Elle a été construite en 1966 à proximité du Sonera Stadium et du Stade olympique.
La patinoire accueille notamment l'équipe de hockey sur glace du HIFK de la SM-Liiga. La patinoire a une capacité de 8 200 spectateurs.

## Événements sportifs
- Grand-Prix d'Helsinki 2024
- Championnats du monde de patinage synchronisé 2025
- Grand-Prix d'Helsinki 2025

## Concerts
- 30 Seconds to Mars
- AC/DC
- Alice Cooper
- Avenged Sevenfold
- Avril Lavigne
- Bon Jovi
- Black Sabbath
- Children of Bodom, dernier concert du groupe
- Deep Purple
- Dead by April
- Dio
- Disturbed
- Dream Theater
- Elton John
- Eric Clapton
- Every Time I Die
- Frank Sinatra
- Green Day
- Guns N' Roses
- Queensrÿche
- Hanoi Rocks
- Heaven and Hell
- Hurts
- Iggy Pop & The Stooges
- In Flames
- Iron Maiden
- Judas Priest
- Killswitch Engage
- KISS
- Kraftwerk
- Megadeth
- Metallica
- Motörhead
- Muse
- My Chemical Romance
- Mötley Crue
- Nightwish
- Paramore
- Rammstein
- Scorpions
- Sex Pistols
- Snoop Dogg
- Stray Cats
- The Beach Boys
- The Funk Brothers
- The Prodigy
- Toto
- Van Halen
- W.A.S.P.
- The Who
- Tokio Hotel
- Whitesnake
- ZZ Top